# Alessandro Lodigiani
Alessandro Lodigiani (5 de septiembre de 1980) es un deportista italiano que compitió en remo. Ganó dos medallas de oro en el Campeonato Mundial de Remo, en los años 2002 y 2004.

## Palmarés internacional
| Campeonato Mundial | Campeonato Mundial | Campeonato Mundial | Campeonato Mundial      |
| Año                | Lugar              | Medalla            | Prueba                  |
| ------------------ | ------------------ | ------------------ | ----------------------- |
| 2002               | Sevilla (España)   | Medalla de oro     | Ocho con timonel ligero |
| 2004               | Bañolas (España)   | Medalla de oro     | Cuatro scull ligero     |